# Акалла (станція метро)
59°24′50″ пн. ш. 17°55′04″ сх. д. / 59.413888888889° пн. ш. 17.917777777778° сх. д.
«Акалла» (швед. Akalla) — станція Стокгольмського метрополітену. 
Розташована на синій лінії, обслуговується потягами маршруту Т11. 
Відстань від станції Кунгстредгорден — 17.9 км.
Введено в експлуатацію 5 червня 1977 року. 
Пасажирообіг станції в будень —	6,300 осіб (2019)

Розташована у західному окрузі Стокгольма у районі Акалла. 
Конструкція: підземна станція (глибина закладення — 20 м), з однією прямою острівною платформою 
Оздоблення: Художнє оформлення станції виконала шведська художниця Біргіт Столь-Нюберг в 1977 році
. 
Основні елементи художнього оформлення — керамічні картини, що ілюструють ідеали, повсякденне життя, дозвілля та роботу людей.

## Операції
| Попередня станція | Лінія | Лінія     | Лінія | Наступна станція         |
| ----------------- | ----- | --------- | ----- | ------------------------ |
| Кінцева           |       | Лінія T11 |       | Хусбю до Кунгстредгорден |